# Treskelbakkeholm
Treskelbakkeholm är en obebodd  ö med en yta på omkring 28 hektar i Mariagerfjorden i Randers kommun i Danmark. 
Treskelbakkeholm med omgivande småöar ingår i naturreservatet Mariager Fjord och Natura 2000-området Ålborg Bugt, Randers Fjord og Mariager Fjord.
En stor koloni av gråtrut och silltrut har trängt ut de kolonier av skrattmås, silvertärna och fisktärna som tidigare häckade här. Det finns dock fortfarande kolonier av knölsvan och vadarfåglar på ön.
Treskelbakkeholm är ett fågelskyddsområde och får inte beträdas mellan 1 april och 15 juli. 